# Шаль, Адам
А́дам Шаль (пол. Adam Szal, 24 декабря 1953 года, Высока, Подкарпатское воеводство, Польша) — польский прелат. Ректор Высшей духовной семинарии в Пшемысле (1996—2001). Вспомогательный епископ архиепархии Пшемысля с 16 ноября 2000 по 30 апреля 2016. Архиепископ Пшемысля с 30 апреля 2016.

## Биография
Обучался в Высшей духовной семинарии в Пшемысле, по окончании которой был рукоположён 31 мая 1979 года в священника епископом Игнацием Токарчуком. Продолжил обучение в Люблинском католическом университете, по окончании которого получил научную степень доктора наук по истории Церкви. C 1996 по 2001 год был ректором Высшей духовной семинарии в Пшемысле.
16 ноября 2000 года Римский папа Иоанн Павел II назначил Адама Шаля титулярным епископом Лавеллума и вспомогательным епископом епархии Пшемысля. 23 декабря 2000 года состоялось рукоположение Адама Шаля в епископа, которое совершил архиепископ Пшемысля Юзеф Михалик в сослужении с титулярным епископом Гиру-Монса Стефаном Москвой и титулярным епископом Помарии Эдвардом Эугениушем Бялогловским .
30 апреля 2016 года Папой Франциском назначен архиепископом Пшемысля.